# Fatale (film, 2020)
Pour les articles homonymes, voir Fatal et Fatale (film).
Pour plus de détails, voir Fiche technique et Distribution.
Fatale est un film américain de Deon Taylor, sorti en 2020.

## Synopsis
À la suite d'une aventure d'un soir, l'agent sportif Derrick voit sa vie s'écrouler devant lui. Il découvre que la mystérieuse femme pour laquelle il a tout risqué est une inspectrice de police qui l'a empêtré dans sa dernière enquête. Cette aventure le plonge dans un jeu dangereusement imprévisible de chat et de souris, qui met en péril sa famille et sa carrière.

## Fiche technique
- Titre : Fatale
- Réalisation : Deon Taylor
- Scénario : David Loughery
- Musique : Geoff Zanelli
- Directeur de la photographie : Dante Spinotti
- Producteurs : Hilary Swank, Roxanne Avent et Deon Taylor
- Société de distribution : Lionsgate
- Genre : Thriller psychologique
- Pays :  États-Unis
- Durée : 1h 42 min.
- Dates de sortie :
  - États-Unis : 18 décembre 2020
  - France : 19 mars 2021 sur Netflix

## Distribution
- Hilary Swank (VF : Marjorie Frantz) : Val Quinlan
- Michael Ealy (VF : Eilias Changuel) : Derrick Tyler
- Mike Colter (VF : Jean-Baptiste Anoumon) : Rafe Grimes
- Damaris Lewis (VF : Fily Keita) : Tracie Tyler
- Tyrin Turner (VF : Diouc Koma) : Tyrin Abenathy
- Danny Pino (VF : Xavier Fagnon) : Carter Heywood
- Geoffrey Owens (VF : Christophe Peyroux) : Bill Cranepool
- David Hoflin : Officier Lowe
- Sam Daly : Officier Stallman
- Denise Dowse (en) (VF : Maïk Darah) : la mère de Derrick